# Рендольф, Лео
Леона́рд «Ле́о» Ре́ндольф (англ. Leonard "Leo" Randolph; 27 февраля 1958, Такома) — американский боксёр наилегчайшей весовой категории, выступал за сборную США в середине 1970-х годов. Чемпион летних Олимпийских игр в Монреале, победитель многих международных турниров и национальных первенств. В период 1978—1980 боксировал на профессиональном уровне, владел титулом чемпиона мира во второй легчайшей весовой категории по версии ВБА.

## Биография
Лео Рендольф родился 27 февраля 1958 года в городе Такома, штат Вашингтон. Активно заниматься боксом начал в возрасте девяти лет под руководством тренера Джо Клоуфа, проходил подготовку в боксёрском клубе Tacoma Boys вместе с такими известными чемпионами как Рей Силс, Рокки Локридж и Джонни Бамфас. Первого серьёзного успеха на ринге добился в 1975 году, когда в наилегчайшем весе выиграл национальный турнир «Золотые перчатки». Год спустя стал чемпионом США среди любителей и благодаря череде удачных выступлений удостоился права защищать честь страны на летних Олимпийских играх 1976 года в Монреале, где победил всех своих соперников, в том числе таких титулованных боксёров как Лешек Блажиньский и Рамон Дувалон в полуфинале и финале соответственно. Получив золотую олимпийскую медаль, покинул сборную и завершил карьеру (всего в любительском боксе одержал 160 побед при 7 поражениях).
Рендольф хотел осуществить свою детскую мечту — стать водителем большого грузовика, и после окончания школы вождения в течение двух лет работал на самосвале в строительной компании. В 1978 году по просьбе тренера возобновил спортивную карьеру и в мае дебютировал на профессиональном ринге — своего первого оппонента он одолел нокаутом уже во втором раунде. За несколько следующих месяцев провёл множество успешных боёв, но в апреле 1979 года неожиданно потерпел поражение от малоизвестного боксёра Дэвида Капо.
Несмотря на проигрыш, Рендольф продолжил выходить на ринг, активно участвовал в боях и, высоко поднявшись в мировых рейтингах, в мае 1980 года получил возможность побороться за титул чемпиона мира во втором легчайшем весе по версии Всемирной боксёрской ассоциации (ВБА). Действующий чемпион колумбиец Рикардо Кардона продержался на ногах вплоть до пятнадцатого раунда, однако за полторы минуты до гонга судья всё-таки остановил бой и ввиду явного преимущества зафиксировал технический нокаут. Тем не менее, в звании Рендольф оставался не долго — уже при первой же защите он уступил выигранный титул аргентинцу Серхио Виктору Пальме. Рендольф очень тяжело сгонял вес и подошёл к этому бою совершенно обессиленным, проиграв техническим нокаутом в пятом раунде. Сразу после этого поединка он заявил об окончательном завершении карьеры спортсмена — всего в профессиональном боксе на его счету 19 боёв, из них 17 окончены победой (в том числе 9 досрочно), 2 завершились поражением.
Оставив бокс, Лео Рендольф устроился работать водителем автобуса в компанию Pierce Transit, сидел за рулём вплоть до 2003 года, после чего был назначен управляющим. Работая водителем, участвовал в подготовке нескольких знаменитых боксёров, в частности, приглашался спарринг-партнёром товарищем по олимпийской команде Майклом Спинксом, когда тот готовился к бою с Майком Тайсоном. Рендольф женат вторым браком, от первого у него есть двое детей, сын и дочь. Является очень религиозным человеком, дважды в неделю обязательно посещает церковь.